# Eoin O’Brien
Eoin O’Brien (* 1976 oder 1977 in Dublin) ist ein irischer Schauspieler und Kampfkünstler.

## Leben
O’Brien begann mit seinem Vater als Lehrer mit dem Kampfsport, nachdem er Karate Kid gesehen hatte. Er besuchte die Brunel University und erwarb einen Bachelor of Arts in Sportwissenschaften und den Nebenfächern Film und Fernsehen. Sein Schauspieldebüt feierte er 2012 im Film Kill ’Em All. Im Folgejahr hatte er eine Nebenrolle im Blockbuster Pacific Rim. 2014 verkörperte er im Martial-Arts-Film Tekken 2: Kazuya’s Revenge die Rolle des Ezra, hatte eine Nebenrolle im Film Skin Trade inne und spielte in einer Episode der Fernsehserie Die Erbschaft mit. 2015 war er unter anderen in einer Episode der Fernsehserie Strike Back zu sehen. 2017 im Film King Arthur and the Knights of the Round Table stellte er die Hauptrolle des Penn dar. Im selben Jahr stellte er im Film Troy: The Odyssey die historische Rolle des Achilles dar. 2019 spielte er im Actionfilm The Cave mit der Rolle des United-States-Air-Force-Sgt. O’Brien eine der Hauptrollen. 

## Filmografie (Auswahl)
- 2012: Kill ’Em All
- 2013: Pacific Rim
- 2013: Dragonwolf
- 2014: Die Erbschaft (Arvingerne, Fernsehserie, Episode 1x10)
- 2014: Tekken 2: Kazuya’s Revenge
- 2014: Skin Trade
- 2015: Buffalo Rider
- 2015: Trafficker
- 2015: Strike Back (Fernsehserie, Episode 5x01)
- 2016: The Asian Connection
- 2016: The Fighters 3: No Surrender (Never Back Down: No Surrender)
- 2016: Brutal: Taste of Violence (Fernsehserie)
- 2016: One Night Only (天亮之前 Tiānliàng zhīqián)
- 2016: Mechanic: Resurrection
- 2016: Hard Target 2
- 2016: She Has a Name
- 2016: The Beginning of the End
- 2017: Dark Karma (Kurzfilm)
- 2017: Battle of Memories (记忆大师 Jìyì dàshī)
- 2017: King Arthur and the Knights of the Round Table
- 2017: Blindspot (Fernsehserie, Episode 2x19)
- 2017: Troy: The Odyssey
- 2018: M.I.A. A Greater Evil
- 2018: Love Destiny (Fernsehserie)
- 2018: Hardy Bucks (Fernsehserie, Episode 4x04)
- 2018: Tai Peek Pak Sa (Fernsehserie)
- 2019: Strike Back (Fernsehserie, Episode 7x01)
- 2019: Futatsu no Sokoku (Fernsehfilm)
- 2019: The Cave
- 2019: The Last Full Measure
- 2020: Bad Genius (Miniserie, Episode 1x01)
- 2020: The Singapore Grip (Fernsehserie, Episode 1x05)
- 2020: English Dogs
- 2020: Connected (Kurzfilm)
- 2021: Extraordinary Siamese Story: Eng and Chang (Fernsehserie, Episode 1x08)
- 2021: My Best Worst Adventure
- 2021: Kate
- 2021: Cello (Kurzfilm)
- 2022: Cave Rescue
- 2022: Battle for Saipan